# Droitwich Spa
Droitwich Spa (ofta enbart: Droitwich) är en stad och civil parish i grevskapet Worcestershire i England. Staden ligger i distriktet Wychavon vid floden Salwarpe, cirka 10 kilometer nordost om Worcester och cirka 29 kilometer sydväst om Birmingham. Tätortsdelen (built-up area sub division) Droitwich hade 23 504 invånare vid folkräkningen år 2011. Droitwich Spa nämndes i Domedagsboken (Domesday Book) år 1086, och kallades då Wic/Wich.
Tack vare de salta källorna utvecklades staden till en kurort under 1800-talet. Stadens äldre stadskärna är välbevarad med flera korsvirkeshus.